# Davor Sučić
Davor Sučić (Sarajevo, 7. jun 1961), poznatiji kao Sejo Sekson, bosanskohercegovački je rokenrol muzičar, kompozitor, tekstopisac, muzički producent, glumac i režiser. Najpoznatiji je kao vođa sastava i suosnivač sarajevske rok grupe Zabranjeno pušenje. Učestvovao je u radu na svim izdanjima Zabranjenog pušenja. Bio je jedan od utemeljitelja pokreta novi primitivizam u svom rodnom gradu Sarajevu. Takođe je učestvovao i u radu na humorističnoj TV-seriji Top listi nadrealista.

## Muzička karijera

### Od 1980. do 1990. godine
Sučić je počeo da svira gitaru kada je imao 12 godina. Godine 1978. osnovao je rok grupu po imenu Pseudobluz Bend s Nenadom Jankovićem, pevačem i klavijaturistom koji je tada bio njegov komšija u sarajevskom naselju Koševo. Bend je radio na snimanju psihodeličnih pesama u domaćoj produkciji i nije imao nastupe uživo niti službena izdanja. Godine 1980. dvojcu se pridružuje bubnjar Zenit Đozić, a bend menja naziv u Pseudobluz bend Zabranjeno pušenje. U grupi je bio i mlađi brat Nenada Jankovića, Dražen.
U početku, koristeći pseudonim Elvis J. Spahović, Sučić postaje jedan od utemeljitelja pokreta novi primitivizam u Sarajevu. Godine 1981, dok je većina članova grupe otišla da služi vojni rok, Sučić i Dražen Janković se sastaju sa Mirkom Srdićem i osnivaju bend Elvis J. Kurtović & His Meteors. Ubrzo se bend proširuje novim članovima kada dolaze Dražen Ričl i Radomir "Hare" Gavrilović. Grupa zamišljena kao neformalno druženje počinje sa koncertima već u jesen 1981. godine. Grupa uskoro pribavlja kultni status čiji uspeh premašuje onaj njihovih matičnih grupa. U to vreme, Sučić i Srdić pišu pesme koje će se naći na njihovom debitantskom albumu Mitovi i legende o kralju Elvisu, objavljenom 1984. godine. Istovremeno je Sučić radio na prvoj pesmi Zabranjenog pušenja, "Penzioneri na more idu zimi", za Radio Sarajevo. Na nastupima Zabranjenog pušenja počinje da koristi umetničko ime Sejo Sekson. Godine 1982. Sučić je napustio bend Elvis J. Kurtović & His Meteors.
Sučić je sa Zabranjenim pušenjem nastupao po sarajevskim klubovima dve godine pre nego što su u jesen 1983. godine počeli sa snimanjem pesama za njihov debitantski album. Proces snimanja pesama, u skromnom studiju producenta Paše Ferovića, trajao je sedam meseci pre nego što je u aprilu 1984. godine objavljen album Das ist Valter. Zagrebački Jugoton album prvo izdaje u samo 3.000 primeraka, što je jasno ukazivalo na izrazito niska tržišna očekivanjima. Iako je album bio objavljen u skromnom tiražu, konačni broj prodatih primeraka od 100.000 postavlja rekord za prekoračenje početnog tiraža; za 30 puta je premašen prvi tiraž. Skupina 1984. godine kreće na koncertnu turneju sa 60 koncerata po najvećim dvoranama u Jugoslaviji i postaje najveća rok atrakcija nakon samo jednog objavljenog albuma.
U drugoj polovici 1980-ih, Sučić je napisao, aranžirao i producirao pesme za još tri studijska albuma Zabranjenog pušenja. Drugi studijski album Dok čekaš sabah sa šejtanom zagrebački Jugoton je izdao 11. juna 1985. godine. Treći i četvrti studijski album, Pozdrav iz zemlje Safari i Male priče o velikoj ljubavi, objavljeni su 1987. i 1989. godine u izdanju sarajevske diskografske kuće Diskoton. Godine 1990. Sučić je zajedno s Darkom "Minkom" Ostojićem i Farisom Arapovićom napustio Zabranjeno pušenje zbog različitog pogleda na viziju benda i politički angažman. U to vreme, Sučić i Ostojić rade na svom solo projektu za Diskoton, ali se taj studijski album nije objavio zbog početka rata u Bosni i Hercegovini.

### Od 1995. do 2010. godine
Nakon rata Sučić se preselio u Zagreb, gde je živeo neko vreme. Kasnije se vratio u svoj rodni grad Sarajevo, i zajedno s Mirkom Srdićem obnovio Zabranjeno pušenje. Prateći bend Top liste Nadrealista s članovima Sejo Kovo, Đani Pervan, Dušan Vranić i Samir Ćeremida postaju jezgra novog Zabranjenog pušenja. U to vreme grupa radi na svom novom studijskom albumu. Tako se peti album Zabranjenog pušenja Fildžan viška izdaje 1997. godine u izdanju Dalas rekordsa i Nimfa saunda. Sučić je uz pomoć Srdića napisao sve pesme te producirao album. U novembru 1995. godine u Zagrebu Sučić je osnovao nezavisnu izdavačku kuću i preduzeće za video produkciju TLN-Europa.
U martu 1999. godine Sučić je završio šesti studijski album Zabranjenog pušenja pod naslovom Agent tajne sile. Album je objavljen u junu iste godine. Sledeći studijski album Bog vozi Mercedes objavljen je u decembru 2001. godine. Ovaj album je snimljen u domaćoj produkciji u improvizovanim studijima u Bjelolasici i Ivanić–Gradu. Album je bio zamišljen kao "odmor" od velikih muzičkih projekata tako da niko nije očekivao da će da postane najprodavaniji album Zabranjenog pušenja nakon rata, koji se prodao u više od 35.000 primeraka. Sučić je napisao scenario i režirao četiri muzička spota (od šest ukupno) s tog albuma. Za pesmu "Arizona drim" osvojio je Davorinovu nagradu za najbolju rok pesmu 2002. godine.
Sučić je 2002. godine otišao sa Zabranjenim pušenjem na turneju po Sjedinjenim Američkim Državama. Tada su snimili i drugi uživo album grupe u St. Louisu. Za promotivne svrhe napravili su spot za, veliki hit 1980-ih, pesmu "Zenica bluz" tačno 20 godina nakon objavljivanja ove pesme. Kruna ovog perioda jeste nastup na festivalu Baščaršijske noći u Sarajevu, gde na otvorenom koncertu Zabranjenog pušenja svira pred 15 hiljada ljudi.
Sredinom 2004. godine, Sučić počinje da radi na novom izdanju Zabranjenog pušenja, dvostrukom albumu Hodi da ti čiko nešto da. Sledeće godine komponuje muziku za bosansku akcijsku-komediju Nafaka koji izlazi 2006. godine u režiji Jasmina Durakovića. Na tom projektu je imao priliku da sarađuje s muzičarima različitih žanrova, kao što su: Halid Bešlić, Arsen Dedić, Lucija Šerbedžija i hor Arabeske. U junu 2006. godine pesma "Nema više", prvi singl s albuma Hodi da ti čiko nešto da!, zaseda na 1. mesto mnogih radio stanica. Sučić je napisao ovu pesmu s bosanskim piscem Nenadom Veličkovićem. Zabranjeno pušenje 16. novembra 2006. godine izdaje navedeni studijski album, ukupno svoj osmi. U isto vreme Sučić je komponovao i muziku za pozorišnu predstavu Grad od snova Narodnog pozorišta u Tuzli.
Do kraja 2006. godine Sučić počinje da radi na osnivanju grupe "Šadervan kod" u koji pored članova grupa Zabranjenog pušenja uključuje i članice hora Arabeske. Pesme ove grupe objedinjuju folk tradiciju Zapadnog Balkana, islamsku poetiku Bošnjaka i bosanskih muslimana, ideju rokenrola kao prvenstveno progresivne i za različite uticaje otvorene muzike, ali i klasični džez zvuk. Pesme za njihov debitantski studijski album Kad procvatu behari snimaju se tokom 2009. godine.
U jesen 2008. godine Sučić radi na novom albumu Zabranjenog pušenje zajedno s gitaristom benda Tonijem Lovićem. Godinu dana kasnije deveti studijski album Muzej Revolucije se izdaje 7. novembra, na 92. godišnjicu Oktobarske revolucije.

### Posle 2010. godine
Godine 2011. Sučić je režirao muzički spot za treći singl s albuma Muzej Revolucije, pod nazivom "Kada Sena pleše". Bio je to njegov režiserski debi, a napisao je scenario za isti spot. U aprilu 2011. godine Sučić sa bendom Šadervan kod izdaje njihov debitantski album Kad procvatu behari. Nakon toga on je režirao još jedan spot, i to za pesmu "Samir-tajm", peti i posljednji singl sa albuma Muzej Revolucije.
Tokom 2012. godine Sučić je s Lovićem napisao i producirao deset novih pesama koje su se našle na desetom studijskom albumu Zabranjenog pušenja Radovi na cesti. Album su 10. oktobra 2013. godine objavili Kroacija rekords i Dalas rekords. Režirao je dva spota za promociju ovog albuma. Dana 28. decembra 2013. godine Sučić i članovi grupe Zabranjeno pušenje proslavili su 30. godišnjicu rada grupe sa svojim fanovima na koncertu u Skenderiji u Sarajevu.
U 2017. godini Sučić je sa Zabranjenim pušenje imao nastupe na novosadskom festivalu Egzit, kao i a na Beogradskom festivalu piva.

## Rad na radiju i televiziji

### Top lista nadrealista
Sučić je povremeno radio na skeč-humorističnoj televizijskoj emisiji Top lista nadrealista između 1984. i 1991. godine. Emisija je emitovana na TV Sarajevo. Godine 1989. producirao je veliki teatarsko-muzički program Top lista Nadrealista uživo koji je odsviran u 60 najvećih gradova Jugoslavije.
Krajem juna 1992. godine počeo je da radi na 15-minutnim radio emisijama za Top listu nadrealista. U avgustu 1993, nakon 50 emisija na radiju, grupa je snimila i emitovala četiri televizijske epizode. S dolaskom struje u Sarajevu Top lista Nadrealista počinje sa scenskom, muzičkom i video produkcijom. Sučić je producirao muziku za TV-seriju i pozorišnu predstavu TLN uživo koju je na besplatnim nastupima videlo 20.000 Sarajlija. Nakon ponovnog spajanja Zabranjenog pušenja 1996. godine, Sučić i Elvis J. Kurtović rade i na nastupima Top liste Nadrealista, koja nakon ratnog iskustva u BiH ostvaruje preko 300 nastupa po BiH, Hrvatskoj, Sloveniji, Nemačkoj, Austriji, Danskoj i Švajcarskoj pod pokroviteljstvom sarajevske kancelarije USAID-a.

### Drugi projekti
Kasnih 1980-ih, Sučić je komponovao i muziku za dve televizijske serije za decu koje je režirao Timoti Džon Bajford za RTV Sarajevo. Zajedno s Goranom Bregovićem i Miroslavom "Ćirom" Mandićem dobio je Zlatnu ružu u Montereju za najbolji reklamni video klip 1990. godine. Sučić se pojavio 2009. godine na televiziji OBN gdje je zajedno sa Seadom Lipovačom, Davorom Gobcem i Vinkom Štefanac bio u žiriju muzičkog takmičenja Rat bendova.

## Humanitarni rad
Od 1994. godine Sučić sarađuje sa humanitarnom organizacijom Ambrela grant te kao voditelj projekata organizuje 80 dobrotvornih koncerata za izbeglice i raseljena lica širom Bosne i Hercegovine, Hrvatske, Slovenije, Njemačke i Danske. Nakon 2000. godine Sučić sa svojim kolegama iz benda Zabranjeno pušenje učestvuje u jednom društveno odgovornom projektu gde su organizovali muzičke radionice za decu i omladinu koja su bili žrtve mina. Radionice su organizovane dva puta godišnje. Zimske radionice održane su u Kranjskoj Gori, a letne su održane u Rovinju. Projekat je dobio podršku ambasada Kanade, Norveške i SAD-a u Zagrebu. Poslednjih godina projekat je proširen i na decu iz Bosne i Hercegovine.

## Privatan život
Sučić je rođen u Sarajevu, gde je završio osnovnu školu i Drugu sarajevsku gimnaziju. U to vreme je hteo biti psihijatar, što je značilo prvo diplomiranje medicine pre početka specijalizacije na studiju psihijatrije. Tako je apsolvirao na Medicinskom fakultetu Univerziteta u Sarajevu, ali ne i diplomirao jer se ozbiljno počeo baviti muzikom.
Godine 2003. Sučić se oženio Sašom Midžor, hrvatskom fotografkinjom. Zajedno imaju dvoje dece, sina Vitu (rođenog 2004) i ćerku Noru (2010). Takođe, ima ćerku Tesu (1999. god.) iz prvog braka koja živi u Sarajevu.
Sučić piše kratke priče i kolumne za dnevni list Glas Slavonije već više od 15 godina. Diplomirao je istoriju na Filozofskom fakultetu Univerziteta u Zagrebu 2009. godine. Naslov njegovog diplomskog rada je "Sukob omladinske supkulture i jugoslavenske službene politike osamdesetih godina dvadesetog veka".

## Diskografija
| Zabranjeno pušenje - Das ist Valter (1984) - Dok čekaš sabah sa šejtanom (1985) - Pozdrav iz zemlje Safari (1987) - Male priče o velikoj ljubavi (1989) - Fildžan viška (1996) - Hapsi sve! (1998) - Agent tajne sile (1999) - Bog vozi Mercedes (2001) - Lajv in Sent Luis (2004) - Hodi da ti čiko nešto da (2006) - Muzej Revolucije (2009) - Radovi na cesti (2013) - Šok i nevjerica (2018) - Karamba! (2022) | Šadervan kod - Kad procvatu behari (2011) - Ah, što ćemo ljubav kriti (2018) Elvis J. Kurtović & His Meteors - Mitovi i legende o kralju Elvisu (1984) Muzika za film i TV-serije - Top lista nadrealista (1984) - Tragom ptice dodo (1988) - Paket (1994) - Nafaka (2002) - Ja sam iz Krajine, zemlje kestena (2013) |

## Filmografija
| Godina     | Naslov                             | Uloga                       | Beleške               |
| ---------- | ---------------------------------- | --------------------------- | --------------------- |
| 1984–1991. | Top lista nadrealista (TV-serija)  | Gostujuće uloge             |                       |
| 2002.      | Na svoji Vesni                     | Interpolov policajac        |                       |
| 2002.      | Nafaka                             | Frontmen benda (nenavedeno) | Isto i kompozitor     |
| 2008.      | Lud, zbunjen, normalan (TV-serija) | Sula                        | Sezona 1, epizoda: 33 |
| 2009.      | Partizanski film                   | Sam sebe                    | dokumentarni          |
| 2013.      | Lud, zbunjen, normalan (TV-serija) | Sula                        | Sezona 5, epizoda: 16 |
| 2016.      | No Smoking in Sarajevo             | Sam sebe                    | dokumentarni          |
| 2017.      | Zarobljeno vreme                   | Sam sebe                    | dokumentarni          |
| 2019.      | Tusta                              | Sam sebe                    | dokumentarni          |
| 2020.      | Rokopisac                          | Sam sebe                    | Sezona 1, epizoda: 2  |

## Literatura
- Janjatović, Petar (2003). Ex YU rock enciklopedija. Beograd: Čigoja štampa.  137175308.

## Spoljašnje veze
- Sejo Sekson на веб-сајту  (језик: енглески)
- на веб-сајту
- Zabranjeno pušenje
- Fullscreen: Intervju sa Sulom, Al Jazeera Balkans, 18. 2. 2023.